# Nave asilo
Una nave asilo è stata una iniziativa pedagogica effettuata su alcune imbarcazioni dove furono rieducati centinaia di fanciulli rimasti orfani o abbandonati.

## Storia

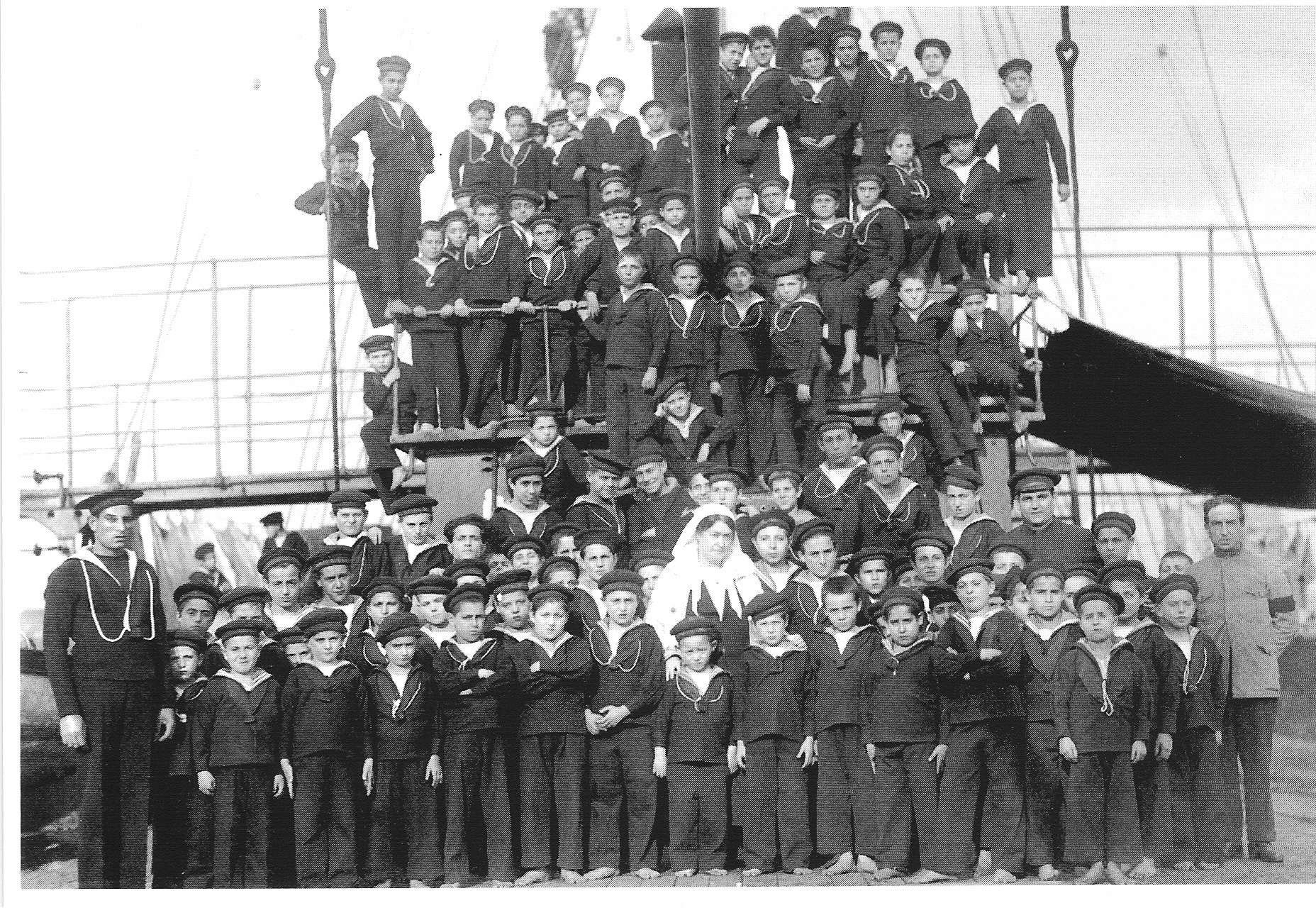
I ragazzi della nave asilo Caracciolo in divisa con Giulia Civita Franceschi

Alla fine dell'Ottocento a Genova grazie al professore di matematica Nicolò Garaventa che accolse su nave Redenzione e poi su nave Officina Redenzione Garaventa centinaia di bambini. La nave rimase ancorata a Genova fino al 1904 quando la Regia Marina assegnò al professore Garaventa e ai suoi figli la cannoniera Sebastiano Veniero, dismessa dal servizio, fino al 1913 anno della sua demolizione.
Nel 1912 su proposta dell’ammiraglio Paolo Thaòn di Revel si ebbe un decreto convertito in legge di istituzione delle navi asilo. Nel giugno del 1914, nacque l'Ente morale Opera nazionale di patronato per le navi asilo Caracciolo e Scilla, con sede a Roma presso il Ministero della Marina.

## Le navi asilo
- Caracciolo[8]
- Caprera[9]
- Scilla
- Eridano[10]
- Domenico Alberto Azuni[11]
- Volturno[12]

Nel 2023 il Museo tecnico navale ha dedicato una mostra alle navi asilo.